# あの時君になんて言えばよかったんだろう
『あの時君になんて言えばよかったんだろう』は、2015年4月3日に、日本のシンガーソングライター森翼がソロプロジェクト「赤と嘘」として発売した1枚目のアルバム。発売元は、STUDIO CUBIC RECORDS。

## 概要
- 「赤と嘘」名義初のアルバム[2]。
- 音楽家鈴木Daichi秀行が立ち上げたSTUDIO CUBIC RECORDSからリリースしたCD、配信はこの作品が初である[2]。
- 森翼名義の作品を含めても、ミニアルバムはこの作品が初である。
- CDは廃盤となっており、かつてはiTunesやYouTube Musicなど各種サービスにて配信されていたが[3]、2020年4月に配信停止となった。
- 日常マイノリティに同名の楽曲が収録されているが、このアルバムとの関係は不明。

## 収録曲
1. あなたにずっと
作詞作曲：森翼 編曲：鈴木Daichi秀行
「東北学院大学 教育学科開設」テレビCMソング[4]
2. 1/f
作詞作曲：森翼 編曲：鈴木Daichi秀行
3. スーパースターに憧れて
作詞作曲：森翼 編曲：鈴木Daichi秀行
4. トラウマAとB
作詞作曲：森翼 編曲：鈴木Daichi秀行
5. 君ならできる
作詞森翼 編曲：鈴木Daichi秀行
6. 彼女
作詞作曲：森翼 編曲：鈴木Daichi秀行
7. くそびっち (Live version）
作詞作曲：森翼
赤と嘘名義のシングル「タイムマシン 嘘盤」の収録曲「くそびっち」のライブ音源。

## タイアップ
あなたにずっと
「東北学院大学 教育学科開設」テレビCMソング

## テレビ出演
| 番組名 | 日付         | 放送局                 | 演奏曲         |
| ------ | ------------ | ---------------------- | -------------- |
| VOICE  | 2015年7月3日 | ケーブルテレビウインク | あなたにずっと |

## クレジット
- 森翼 - Vocal & Acoustic Guitar (#1～#7)
- 園木理人 - Guitar (#1～#6)
- 古田普典 - Guitar (#7)
- 片田江博紀 - Guitar (#7)
- 北川達也 - Chorus (#7)
- 梅田誠志 - Bass (#1～#6)
- Katsuhiro Fujita - Bass (#7)
- はらかなこ - Piano ＆ Organ (#1～#6)
- 合原普平 - Drums (#1～#6)
- AKI - Drums (#7)